# 大石倫治
大石 倫治（おおいし りんじ、1877年（明治10年）6月14日 - 1948年（昭和23年）3月30日）は、日本の政治家である。
仙台市会議員を経て、衆議院議員を通算5期務めた。

## 人物
宮城県生まれ。議員在職中には立憲政友会、日本自由党、民主自由党に所属した。
政友会院外団員・仙台市会議員、同副議長を経て、1930年（昭和5年）に旧宮城県第2区から第17回衆議院議員総選挙に立候補し当選、衆議院議員に就任した。以後再選され、連続4回の当選となった。戦前の政友会代議士時代は大石と同じく政友会院外団出身の大野伴睦とともに議席の前の方に陣取って野次を飛ばしていた。
1939年（昭和14年）の政友会分裂に際しては正統派に属した。1940年（昭和15年）、衆議院では全ての政党が自発的に解散して大政翼賛会に合流したが、大石は尾崎行雄とともに、最後まで政党政治と議会制民主主義の維持を訴えた 。同年12月20日に発足した議員親睦団体、「衆議院議員倶楽部」にも、衆議院議員435名が参加するなか、尾崎など6名とともに不参加だった。1942年（昭和17年）、翼賛政治体制協議会の推薦なく立候補した翼賛選挙において落選した。
終戦後は、これらの経緯から公職追放を免れ、1946年（昭和21年）4月の第22回衆議院議員総選挙に日本自由党から立候補して当選、衆議院議員に復帰した。同年5月に組閣された第1次吉田内閣において農林政務次官に就任したが、議員在任中だった1948年（昭和23年）春、長男・武一に「立派な政治家になって、私のやり残した仕事を仕上げてくれ」と遺言し、その2時間後に死亡した。
このほか帝国馬匹協会、日本馬事会各監事、東北自動車学校校長、東北土地漆器(株)専務取締役、宮城石材工業、キャバレーオリエント格(株)取締役社長などを務めた。

## 家族
長男は、大石武一。大石の死後、1948年（昭和23年）5月21日に行われた宮城2区の補欠選挙で初当選し、議員在任中には環境庁長官、農林大臣を歴任した。
初め自由民主党衆議院議員、その後民主党参議院議員となった大石正光は孫。